# Callulina laphami
Espèce
Statut de conservation UICN

 CR B1ab(iii) : 
En danger critique
Callulina laphami est une espèce d'amphibiens de la famille des Brevicipitidae.

## Répartition
Cette espèce est endémique de Tanzanie. Elle se rencontre entre 1 700 et 2 000 m d'altitude dans les monts Pare septentrionaux.

## Description
Les mâles mesurent de 22,8 à 29,0 mm et les femelles de 33,5 à 45,4 mm.

## Étymologie
Cette espèce est nommée en l'honneur de Lewis H. Lapham.

## Publication originale
- Loader, Gower, Ngalason & Menegon, 2010 : Three new species of Callulina (Amphibia: Anura: Brevicipitidae) highlight local endemism and conservation plight of Africa's Eastern Arc forests. Zoological Journal of the Linnean Society, vol. 160, no 3, p. 496-514.